# Mandjelia madura
Mandjelia madura is een spinnensoort uit de familie Barychelidae. De soort komt voor in West-Australië.